# Bengaals voetbalelftal (mannen)
Het Bengalees voetbalelftal is een team van voetballers dat Bangladesh vertegenwoordigt bij internationale wedstrijden. De nationale voetbalbond werd in 1972 opgericht en sloot zich in 1974 bij de FIFA aan.

## Deelnames aan internationale toernooien

### Wereldkampioenschap
Op 18 maart 1985 speelt Bangladesh zijn eerste kwalificatiewedstrijd voor het wereldkampioenschap voetbal van 1986. De wedstrijd wordt gespeeld in het Bung Karnostadion in Jakarta. Hij wordt met 0–2 verloren van Indonesië. Op 30 maart wordt er voor het eerste gescoord, in de tegen India verloren (1–2) wedstrijd, door Ashrafuddin Chunnu. Voor de eerste overwinning moet dan nog 3 dagen gewacht worden. Op 2 april 1985 wordt het 2–1 tegen Indonesië. 
| Wereldkampioenschap voetbal overzicht | Wereldkampioenschap voetbal overzicht | Wereldkampioenschap voetbal overzicht | Wereldkampioenschap voetbal overzicht | Wereldkampioenschap voetbal overzicht | Wereldkampioenschap voetbal overzicht | Wereldkampioenschap voetbal overzicht | Wereldkampioenschap voetbal overzicht | Wereldkampioenschap voetbal overzicht |
| Jaar                                  | Ronde                                 | Wed.                                  | W                                     | G                                     | V                                     | DV                                    | DT                                    |                                       |
| ------------------------------------- | ------------------------------------- | ------------------------------------- | ------------------------------------- | ------------------------------------- | ------------------------------------- | ------------------------------------- | ------------------------------------- | ------------------------------------- |
| 1986                                  | Niet gekwalificeerd                   | Niet gekwalificeerd                   | Niet gekwalificeerd                   | Niet gekwalificeerd                   | Niet gekwalificeerd                   | Niet gekwalificeerd                   | Niet gekwalificeerd                   |                                       |
| 1990                                  | Niet gekwalificeerd                   | Niet gekwalificeerd                   | Niet gekwalificeerd                   | Niet gekwalificeerd                   | Niet gekwalificeerd                   | Niet gekwalificeerd                   | Niet gekwalificeerd                   |                                       |
| 1994                                  | Niet gekwalificeerd                   | Niet gekwalificeerd                   | Niet gekwalificeerd                   | Niet gekwalificeerd                   | Niet gekwalificeerd                   | Niet gekwalificeerd                   | Niet gekwalificeerd                   |                                       |
| 1998                                  | Niet gekwalificeerd                   | Niet gekwalificeerd                   | Niet gekwalificeerd                   | Niet gekwalificeerd                   | Niet gekwalificeerd                   | Niet gekwalificeerd                   | Niet gekwalificeerd                   |                                       |
| 2002                                  | Niet gekwalificeerd                   | Niet gekwalificeerd                   | Niet gekwalificeerd                   | Niet gekwalificeerd                   | Niet gekwalificeerd                   | Niet gekwalificeerd                   | Niet gekwalificeerd                   |                                       |
| 2006                                  | Niet gekwalificeerd                   | Niet gekwalificeerd                   | Niet gekwalificeerd                   | Niet gekwalificeerd                   | Niet gekwalificeerd                   | Niet gekwalificeerd                   | Niet gekwalificeerd                   |                                       |
| 2010                                  | Niet gekwalificeerd                   | Niet gekwalificeerd                   | Niet gekwalificeerd                   | Niet gekwalificeerd                   | Niet gekwalificeerd                   | Niet gekwalificeerd                   | Niet gekwalificeerd                   |                                       |
| 2014                                  | Niet gekwalificeerd                   | Niet gekwalificeerd                   | Niet gekwalificeerd                   | Niet gekwalificeerd                   | Niet gekwalificeerd                   | Niet gekwalificeerd                   | Niet gekwalificeerd                   |                                       |
| 2018                                  | Niet gekwalificeerd                   | Niet gekwalificeerd                   | Niet gekwalificeerd                   | Niet gekwalificeerd                   | Niet gekwalificeerd                   | Niet gekwalificeerd                   | Niet gekwalificeerd                   |                                       |
| 2022                                  | Niet gekwalificeerd                   | Niet gekwalificeerd                   | Niet gekwalificeerd                   | Niet gekwalificeerd                   | Niet gekwalificeerd                   | Niet gekwalificeerd                   | Niet gekwalificeerd                   |                                       |
| 2026                                  | Niet gekwalificeerd                   | Niet gekwalificeerd                   | Niet gekwalificeerd                   | Niet gekwalificeerd                   | Niet gekwalificeerd                   | Niet gekwalificeerd                   | Niet gekwalificeerd                   |                                       |

Bangladesh heeft een keer mee gedaan aan de Azië Cup, dat was in 1980. Alle wedstrijd op dat toernooien werden echter verloren. Op andere toernooien in Azië is Bangladesh succesvoller. Op de AFC Challenge Cup werd in 2006 de kwartfinale bereikt. Op het Zuid-Aziatisch voetbaltoernooi werd 3 keer de finale bereikt. In 1999 werd in die finale met 0–2 verloren van India. Vier jaar later werd in de finale gelijkgespeeld tegen de Maldiven (1–1). Rokonuzzaman Kanchan maakte de goal voor Bangladesh. Alle strafschoppen gingen raak en daardoor won het land de strafschoppenserie en daarmee het toernooi. Vier jaar later bereikte Bangladesh voor de derde keer op rij de finale, dit keer werd er net als acht jaar terug met 0–2 verloren van India. 
In september 2018 is Bangladesh gastland voor dit toernooi, dat eerst in mei 2017, en vervolgens in december 2017 ging doorgaan maar uiteindelijk tot 2018 werd uitgesteld.

### Azië Cup
| Aziatisch kampioenschap voetbal overzicht | Aziatisch kampioenschap voetbal overzicht | Aziatisch kampioenschap voetbal overzicht | Aziatisch kampioenschap voetbal overzicht | Aziatisch kampioenschap voetbal overzicht | Aziatisch kampioenschap voetbal overzicht | Aziatisch kampioenschap voetbal overzicht | Aziatisch kampioenschap voetbal overzicht | Aziatisch kampioenschap voetbal overzicht |
| Jaar                                      | Ronde                                     | Wed.                                      | W                                         | G                                         | V                                         | DV                                        | DT                                        | Kwal                                      |
| ----------------------------------------- | ----------------------------------------- | ----------------------------------------- | ----------------------------------------- | ----------------------------------------- | ----------------------------------------- | ----------------------------------------- | ----------------------------------------- | ----------------------------------------- |
| 1976                                      | Teruggetrokken                            | Teruggetrokken                            | Teruggetrokken                            | Teruggetrokken                            | Teruggetrokken                            | Teruggetrokken                            | Teruggetrokken                            | Teruggetrokken                            |
| 1980                                      | groepsfase                                | 4                                         | 0                                         | 0                                         | 4                                         | 2                                         | 17                                        | (Kwal.)                                   |
| 1984                                      | Niet gekwalificeerd                       | Niet gekwalificeerd                       | Niet gekwalificeerd                       | Niet gekwalificeerd                       | Niet gekwalificeerd                       | Niet gekwalificeerd                       | Niet gekwalificeerd                       | Niet gekwalificeerd                       |
| 1988                                      | Niet gekwalificeerd                       | Niet gekwalificeerd                       | Niet gekwalificeerd                       | Niet gekwalificeerd                       | Niet gekwalificeerd                       | Niet gekwalificeerd                       | Niet gekwalificeerd                       | Niet gekwalificeerd                       |
| 1992                                      | Niet gekwalificeerd                       | Niet gekwalificeerd                       | Niet gekwalificeerd                       | Niet gekwalificeerd                       | Niet gekwalificeerd                       | Niet gekwalificeerd                       | Niet gekwalificeerd                       | Niet gekwalificeerd                       |
| 1996                                      | Teruggetrokken                            | Teruggetrokken                            | Teruggetrokken                            | Teruggetrokken                            | Teruggetrokken                            | Teruggetrokken                            | Teruggetrokken                            | Teruggetrokken                            |
| 2000                                      | Niet gekwalificeerd                       | Niet gekwalificeerd                       | Niet gekwalificeerd                       | Niet gekwalificeerd                       | Niet gekwalificeerd                       | Niet gekwalificeerd                       | Niet gekwalificeerd                       | Niet gekwalificeerd                       |
| 2004                                      | Niet gekwalificeerd                       | Niet gekwalificeerd                       | Niet gekwalificeerd                       | Niet gekwalificeerd                       | Niet gekwalificeerd                       | Niet gekwalificeerd                       | Niet gekwalificeerd                       | Niet gekwalificeerd                       |
| 2007                                      | Niet gekwalificeerd                       | Niet gekwalificeerd                       | Niet gekwalificeerd                       | Niet gekwalificeerd                       | Niet gekwalificeerd                       | Niet gekwalificeerd                       | Niet gekwalificeerd                       | Niet gekwalificeerd                       |
| 2011                                      | Niet gekwalificeerd                       | Niet gekwalificeerd                       | Niet gekwalificeerd                       | Niet gekwalificeerd                       | Niet gekwalificeerd                       | Niet gekwalificeerd                       | Niet gekwalificeerd                       | Niet gekwalificeerd                       |
| 2015                                      | Niet gekwalificeerd                       | Niet gekwalificeerd                       | Niet gekwalificeerd                       | Niet gekwalificeerd                       | Niet gekwalificeerd                       | Niet gekwalificeerd                       | Niet gekwalificeerd                       | Niet gekwalificeerd                       |
| 2019                                      | Niet gekwalificeerd                       | Niet gekwalificeerd                       | Niet gekwalificeerd                       | Niet gekwalificeerd                       | Niet gekwalificeerd                       | Niet gekwalificeerd                       | Niet gekwalificeerd                       | Niet gekwalificeerd                       |
| 2023                                      | Niet gekwalificeerd                       | Niet gekwalificeerd                       | Niet gekwalificeerd                       | Niet gekwalificeerd                       | Niet gekwalificeerd                       | Niet gekwalificeerd                       | Niet gekwalificeerd                       | Niet gekwalificeerd                       |

### Zuid-Azië Cup
| Zuid-Aziatisch kampioenschap voetbal overzicht | Zuid-Aziatisch kampioenschap voetbal overzicht | Zuid-Aziatisch kampioenschap voetbal overzicht | Zuid-Aziatisch kampioenschap voetbal overzicht | Zuid-Aziatisch kampioenschap voetbal overzicht | Zuid-Aziatisch kampioenschap voetbal overzicht | Zuid-Aziatisch kampioenschap voetbal overzicht | Zuid-Aziatisch kampioenschap voetbal overzicht | Zuid-Aziatisch kampioenschap voetbal overzicht |
| Jaar                                           | Ronde                                          | Wed.                                           | W                                              | G                                              | V                                              | DV                                             | DT                                             |                                                |
| ---------------------------------------------- | ---------------------------------------------- | ---------------------------------------------- | ---------------------------------------------- | ---------------------------------------------- | ---------------------------------------------- | ---------------------------------------------- | ---------------------------------------------- | ---------------------------------------------- |
| 1995                                           | Halve finale                                   | 3                                              | 1                                              | 1                                              | 1                                              | 2                                              | 1                                              |                                                |
| 1997                                           | Groepsfase                                     | 2                                              | 0                                              | 1                                              | 1                                              | 1                                              | 4                                              |                                                |
| 1999                                           | Tweede                                         | 4                                              | 2                                              | 1                                              | 1                                              | 6                                              | 3                                              |                                                |
| 2003                                           | Kampioen                                       | 5                                              | 3                                              | 1                                              | 1                                              | 7                                              | 3                                              |                                                |
| 2005                                           | Tweede                                         | 3                                              | 0                                              | 2                                              | 1                                              | 3                                              | 4                                              |                                                |
| 2008                                           | Groepsfase                                     | 3                                              | 0                                              | 2                                              | 1                                              | 3                                              | 4                                              |                                                |
| 2009                                           | Halve finale                                   | 4                                              | 2                                              | 1                                              | 1                                              | 6                                              | 3                                              |                                                |
| 2011                                           | Groepsfase                                     | 3                                              | 0                                              | 1                                              | 2                                              | 1                                              | 4                                              |                                                |
| 2013                                           | Groepsfase                                     | 3                                              | 0                                              | 1                                              | 2                                              | 2                                              | 5                                              |                                                |
| 2015                                           | Groepsfase                                     | 3                                              | 1                                              | 0                                              | 2                                              | 4                                              | 7                                              |                                                |
| 2018                                           | Groepsfase                                     | 3                                              | 2                                              | 0                                              | 1                                              | 3                                              | 2                                              |                                                |
| 2021                                           | Groepsfase                                     | 4                                              | 1                                              | 2                                              | 1                                              | 5                                              | 5                                              |                                                |
| 2023                                           | Halve finale                                   | 4                                              | 2                                              | 0                                              | 2                                              | 6                                              | 5                                              |                                                |

### AFC Challenge Cup
| AFC Challenge Cup overzicht | AFC Challenge Cup overzicht | AFC Challenge Cup overzicht | AFC Challenge Cup overzicht | AFC Challenge Cup overzicht | AFC Challenge Cup overzicht | AFC Challenge Cup overzicht | AFC Challenge Cup overzicht | AFC Challenge Cup overzicht |
| Jaar                        | Ronde                       | Wed.                        | W                           | G                           | V                           | DV                          | DT                          | Kwal                        |
| --------------------------- | --------------------------- | --------------------------- | --------------------------- | --------------------------- | --------------------------- | --------------------------- | --------------------------- | --------------------------- |
| 2006                        | Kwartfinale                 | 4                           | 2                           | 1                           | 1                           | 7                           | 8                           |                             |
| 2008                        | Geen kwalificatie           | Geen kwalificatie           | Geen kwalificatie           | Geen kwalificatie           | Geen kwalificatie           | Geen kwalificatie           | Geen kwalificatie           | Geen kwalificatie           |
| 2010                        | Groepsfase                  | 3                           | 1                           | 0                           | 2                           | 3                           | 6                           | (Kwal.)                     |
| 2012                        | Niet gekwalificeerd         | Niet gekwalificeerd         | Niet gekwalificeerd         | Niet gekwalificeerd         | Niet gekwalificeerd         | Niet gekwalificeerd         | Niet gekwalificeerd         | Niet gekwalificeerd         |
| 2014                        | Niet gekwalificeerd         | Niet gekwalificeerd         | Niet gekwalificeerd         | Niet gekwalificeerd         | Niet gekwalificeerd         | Niet gekwalificeerd         | Niet gekwalificeerd         | Niet gekwalificeerd         |

## FIFA-wereldranglijst[5]
| 1993 | 1994 | 1995 | 1996 | 1997 | 1998 | 1999 | 2000 | 2001 | 2002 | 2003 | 2004 | 2005 | 2006 | 2007 | 2008 | 2009 | 2010 | 2011 | 2012 | 2013 | 2014 | 2015 | 2016 | 2017 | 2018 |
| ---- | ---- | ---- | ---- | ---- | ---- | ---- | ---- | ---- | ---- | ---- | ---- | ---- | ---- | ---- | ---- | ---- | ---- | ---- | ---- | ---- | ---- | ---- | ---- | ---- | ---- |
| 116  | 130  | 138  | 136  | 141  | 157  | 130  | 151  | 146  | 159  | 151  | 167  | 160  | 144  | 168  | 174  | 149  | 159  | 157  | 168  | 164  | 165  | 182  | 185  | 197  | 192  |

## Bekende (oud-)spelers
BFF · Bengaals vrouwenelftal
Afghanistan ·
Algerije ·
Australië ·
Bahrein ·
Bhutan ·
Bosnië en Herzegovina ·
Burundi ·
Cambodja ·
China ·
Filipijnen ·
Guam ·
Hongkong ·
India ·
Indonesië ·
Iran ·
Japan ·
Jemen ·
Joegoslavië ·
Jordanië ·
Kirgizië ·
Koeweit ·
Laos ·
Libanon ·
Macau ·
Malawi ·
Malediven ·
Maleisië ·
Mongolië ·
Myanmar ·
Nepal ·
Noord-Korea ·
Oezbekistan ·
Oman ·
Pakistan ·
Palestina ·
Qatar ·
Saoedi-Arabië ·
Seychellen ·
Singapore ·
Soedan ·
Sri Lanka ·
Syrië ·
Tadzjikistan ·
Taiwan ·
Thailand ·
Turkmenistan ·
Verenigde Arabische Emiraten ·
Vietnam ·
Zuid-Korea ·
Zuid-Vietnam